# 拉尼约
拉尼约（法語：Lagnieu，法語發音：[laɲø]）是法国安省的一个市镇，属于贝莱区。

## 地理
拉尼约（45°54'13"N, 5°20'57"E）面积27.25 平方千米，位于法国奥弗涅-罗讷-阿尔卑斯大区安省，该省份为法国东部省份，北起汝拉省，西北接索恩-卢瓦尔省，西接罗讷省和里昂大都会，南至伊泽尔省，东与萨瓦省、上萨瓦省和瑞士接壤。
与拉尼约接壤的市镇（或旧市镇、城区）包括：莱芒、圣朱莉、比热地区圣索尔兰、圣维尔巴、比热地区沃、拉巴尔姆莱格罗特。

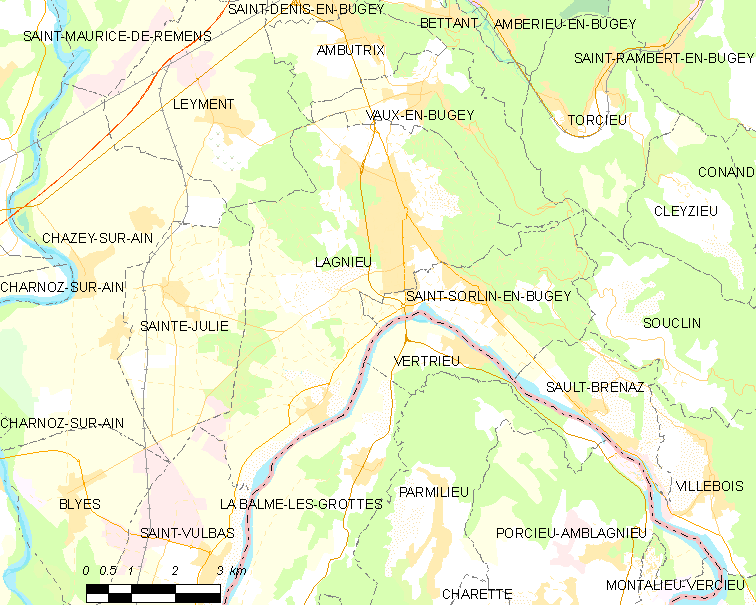
拉尼约的OSM定位图

拉尼约的时区为UTC+01:00、UTC+02:00（夏令时）。

## 行政
拉尼约的邮政编码为01150，INSEE市镇编码为01202。

## 政治
拉尼约所属的省级选区为拉尼约县。

## 人口

1962-2008年间拉尼约人口变化图示

拉尼约于2022年1月1日时的人口数量为7321人。